# Macumba (religió)
|  | Aquest article tracta sobre una religió afroamericana. Si cerqueu l'instrument musical, vegeu «Macumba (instrument musical)». |

Macumba és el nom que es feia servir per designar a totes les pràctiques religioses bantús, principalment en l'estat brasiler de Bahia en el segle xix. Més tard (en el segle XX), aquestes pràctiques es van organitzar en el que ara es diu Umbanda, Quimbanda i Omoloko. Macumba va esdevenir quelcom comú en algunes parts de Brasil, Uruguai, Paraguai i l'Argentina. Aquest mot és utilitzat per algunes persones com una paraula pejorativa que significa màgia negra. La paraula macumba és utilitzada a Brasil, Paraguai, Argentina i Uruguai, per referir-se a qualsevol ritual o religió d'origen afroamericà, i encara que el seu ús per part de persones alienes sol ser despectiu (referint-se a totes les classes de religió, supersticions i rituals relacionats amb la sort) i es considera ofensiva, entre els seus practicants no és vist negativament.